# News of the World (periódico)

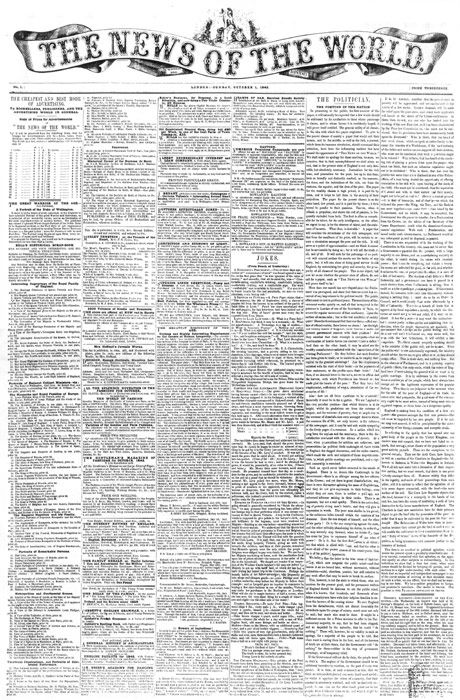
Primer número de The News of the World.

News of the World era un tabloide sensacionalista británico que se editaba en varios países y que se centraba en temas relacionados con leyendas urbanas, ufología, noticias de celebridades y otros temas de difícil contrastación. Fue fundado en 1843. En realidad, News of the World es el nombre que tenía el diario The Sun los domingos. 
El 7 de julio de 2011 James Murdoch, hijo de Rupert Murdoch (propietario del diario), anunció que el periódico, debido a un escándalo de escuchas telefónicas, publicaría su última edición el 10 de julio y los ingresos por la venta de esos ejemplares irían a causas benéficas del Reino Unido.
El diario The Sun (el más vendido en UK y también propiedad de Murdoch) no ha sido sancionado a pesar de tratarse del mismo periódico. Sin embargo, debido a este escándalo el gobierno británico ha paralizado la compra de BskyB por parte de News Corporation (propiedad de Murdoch).